# Leanne Bautista
Leanne Amber Bautista (Tarlac, 14 de octubre de 2010) es una actriz filipina. Es reconocida principalmente por su papel de Kat Kat en la serie de televisión de 2016 Juan Happy Love Story.

## Carrera
Bautista comenzó su carrera en el mundo del espectáculo en 2015 a la edad de cuatro años cuando apareció en un comercial de SkyBroadband. Hizo su debut actoral como Kat Kat, la hija adoptiva de Dennis Trillo y Heart Evangelista, en la serie de televisión Juan Happy Love Story del 2016.

## Filmografía

### Cine
| Año  | Título                               | Director        | Papel          | Nota |
| ---- | ------------------------------------ | --------------- | -------------- | ---- |
| 2019 | Mission Unstapabol: The Don Identity | Michael Tuviera | Claire (joven) |      |

### Televisión
| Año       | Título                  | Papel | Nota         |
| --------- | ----------------------- | --- | ------------ |
| 2016      | Juan Happy Love Story   | Katrina Cassandra «Katkat» Dela Costa-Arboleda                                                           | 80 episodios |
| 2016      | Hahamakin ang Lahat     | Rachel Ke (joven)                                                                                        | 2 episodios  |
| 2016      | Alyas Robin Hood        | Angela                                                                                                   | 3 episodios  |
| 2016-2018 | Wagas                   | Ver listaHija Chrissy Isay Tanya Jessa Galea (joven)                                                     | 6 episodios  |
| 2016-2019 | Magpakailanman          | Ver listaLucila (joven) Yuki (joven) Ellaine (joven) Princesa Jessica (joven) Trixie Bilog Patty Badette | 9 episodios  |
| 2017      | Pinulot ka lang sa lupa | Glenda                                                                                                   | 53 episodios |
| 2017      | Mulawin vs. Ravena      | Anya (joven)                                                                                             | 85 episodios |
| 2017-2018 | Ika-6 na Utos           | Chelsea Muller                                                                                           | 29 episodios |
| 2017-2019 | Daig kayo ng Lola ko    | Ver listaGretchen Pepay Angel                                                                            | 5 episodios  |
| 2017-2020 | Tadhana                 | Ver listaDaisy Ria Lian Madel Mimay Dana (joven)                                                         | 7 episodios  |
| 2018      | Stories for the Soul    | Angge | 1 episodio   |
| 2018      | The Cure                | Hope Salvador                                                                                            | 65 episodios |
| 2018      | Onanay                  | Hija de Emman                                                                                            | 2 episodios  |
| 2019      | Hiram na Anak           | Duday | 48 episodios |
| 2019      | Alex and Amie           | Tiny Bautista                                                                                            | 10 episodios |
| 2019      | Throwback pag-ibig      | Smile | 20 episodios |
| 2019-2020 | The Gift                | Meryl Ventura                                                                                            | 13 episodios |
| 2023      | Abot-kamay Na Pangarap  | Precious                                                                                                 | 7 episodios  |